# Ту Юю
Ту Юю́ (кит. упр. 屠呦呦, пиньинь Tú Yōuyōu; род. 1930) — китайский фармаколог, специалист в области традиционной китайской медицины. Лауреат Нобелевской премии по медицине и физиологии (2015), а также премии Ласкера (2011).

## Биография
Родилась в 1930 году в уезде Иньсянь провинции Чжэцзян (сейчас это часть территории городского округа Нинбо). В 1951 году поступила на медицинский факультет Пекинского университета; в 1952 году из Пекинского университета был выделен отдельный Пекинский медицинский институт (в 2000 году вновь слитый с Пекинским университетом), факультет фармакологии которого Ту Юю окончила в 1955 году. После этого она два с половиной года изучала традиционную китайскую медицину.
С 1955 г. Ту Юю стала работать в Институте традиционной китайской медицины.

## Личная жизнь
Замужем, имеет двух дочерей.

## Научные достижения
С 1969 года Ту Юю работала над лекарством против малярии в рамках «проекта 523». За три года руководимая ей группа изучила более 2000 старинных трактатов, при проверке которых выяснилось лечебное действие настоя полыни. Учёные выделили действующее вещество цинхаосу (в западной фармакопее известно как артемизинин), представлящее собой сесквитерпеновый лактон (органическое вещество класса терпенов), оно убивает плазмодии малярии на ранних стадиях их развития. Позже группа Юю Ту синтезировала более эффективные против плазмодия малярии производные артемизинина: дигидроартемизинин (восстановленный артемизинин), артеметер (жирорастворимый метиловый эфир артемизинина) и артесунат (водорастворимый гемисукцинат дигидроартемизинина). В 1979 г. завершились клинические испытания, подтвердившие эффективность и безопасность препаратов. Они были внедрены в клиническую практику, что ежегодно спасает около 2 миллионов жизней.

## Награды
- Лауреат премии Ласкера (2011).
- Нобелевская премия по медицине (2015)
- Лауреат высшей государственной премии Китая в области науки и техники (2017)[6]

За создание лекарств на основе артемизинина Ту Юю в 2011 году получила премию Ласкера.
В 2015 году Ту Юю стала лауреатом Нобелевской премии 2015 года по медицине и физиологии за открытие артемизинина. Она стала первой ханькой и первой гражданкой КНР, удостоенной Нобелевской премии по физиологии и медицине.